# ナショナル セミコンダクター
ナショナル セミコンダクター（National Semiconductor Corporation、NSまたはNSCと略記）はアメリカ合衆国のアナログ半導体製品を製造していた企業。かつての本社はカリフォルニア州サンタクララにあった。日本ではナショセミと略称されることがある。電源回路用部品、ディスプレイ・ドライバ、オペアンプ、通信インタフェース部品、データ変換用部品などを得意としていた。主な市場は携帯電話、ディスプレイ、各種組み込みシステムなどだった。
2011年9月23日、米TI社に買収され、同社のシリコンバレー部門となった。

## 歴史

### 創業期（1960年代）
1959年5月27日、スペリーランドの半導体部門を辞めた8人の技術者によりコネチカット州ダンベリーで創業。
創業直後、スペリーランドはナショナル セミコンダクターを特許権侵害で訴えた。1965年には訴訟が法廷にまで達し、NSの株価は下落した。株価の下落を捉え、ピーター・J・スプラーグはスプラーグ家の資産を使ってNSの株式を買い進めた。さらに、西海岸の投資会社や東海岸の保険会社の財政支援を受けてさらに株式の買占めを進め、NSの会長の座を獲得。このときスプラーグは27歳だった。シリコンバレー関連の著作で知られるジェフリー・S・ヤングはこの時代を「ベンチャーキャピタルの始まり」と称した。
同年、モレクトロを買収。モレクトロは1962年サンタクララでフェアチャイルドセミコンダクターの元従業員が創業した会社で、これによって優秀な技術者であるデイブ・タルバートとボブ・ワイドラーを獲得した。モレクトロを買収したことでNSはモノリシック集積回路を製造する技術を手に入れることになった。
1967年、スプラーグはチャールズ・E・スポークとピエール・ラモンドを含むフェアチャイルドの役員5名を引き抜いた。スポークがフェアチャイルドに入社したころ、ロバート・ノイスが半導体部門の事実上のトップであり、スポークはその下でオペレーションマネージャを務めていた。
チャールズ・E・スポークはNSの社長兼CEOに任命された。スポークはフェアチャイルドからついてきた4人と、TI出身、パーキンエルマー出身、HP出身の3名を合わせた8人で新経営体制を構築した。ちなみにスポークはフェアチャイルド時代のワイドラーの上司であり、スポークとの口論がきっかけでワイドラーがフェアチャイルドを辞めモレクトロに移ったという経緯があった。
1968年、本社をダンベリーからカリフォルニア州サンタクララに移転した。ただし、法律上および財政上の理由からデラウェア州に登記上の本社が置かれている。

### スポークの時代（1970-80年代）
ピーター・スプラーグとピーター・ラモンドとチャーリー・スポークは手を取り合い、NSを世界的レベルの半導体企業へと脱皮させるよう努めた。CEOに就任すると、スポークは他の半導体企業に価格競争を仕掛け、それによって多くのライバル企業が排除されていった。撤退企業の中にはゼネラル・エレクトリックやウェスティングハウスも含まれている。
スポークがコスト削減、オーバーヘッド削減、利益最優先を徹底し、NSは価格競争を生き抜いた。そして1981年には半導体企業として初めて年間売り上げ10億ドルの大台に乗った。NSの成功の基盤となったのは、アナログ回路やTTLおよびMOSFET集積回路技術の専門知識である。フェアチャイルドでのときと同様、スポークとラモンドは軍や航空宇宙産業との契約への依存度を減らし、成長の著しい産業市場を中心とするようNSを導いた。コンピュータ利用の爆発的成長もあいまって、彼らの決定がNSの成長を確かなものとした。ラモンドとスポークは成長のための資金をなんとか集め続けた。
スポークはコスト低減策のひとつとして、低賃金化とアウトソーシングを進めた。NSは開発途上国、特に東南アジアでいち早く集積回路の一貫工場を立ち上げた最初の企業の1つである。
スポークの指導下のNSでの製造工程の改善は、プロセスそのものの技術革新ではなく、フェアチャイルドやTIといった他社が確立したプロセスを改良するという形で発揮された。また、フェアチャイルドの人材をしばしばヘッドハンティングした。
スポークは民生品市場に乗り出すというビジョンを持っていたが、マーケティング戦略への投資は全く行わなかった。スポークはNSを低価格な半導体部品の大量メーカーとして機能させた戦略を適用した。半導体にとどまらず、電卓、腕時計、POSシステム、メインフレームなどを発売した。
日本のソニーやスイスのスウォッチは、民生品市場が低価格であればあるほど需要が増える市場ではないと理解していた。
1981年、主任IC設計者だったピエール・ラモンド（現在はコースラ・ベンチャーズのパートナー）を含めた主要な役員や技術者がNSを離れた。ロバート・スワンソンも同年NSを離れ Linear Technology を創業している。
スポークのアウトソーシング戦略により、NS社内には技術革新に追随できるだけの十分なリソースがなくなっていった。そのため、1980年代の技術革新ブームの中でNSは取り残される形となった。1983年、NS16000ファミリー(CPU NS16032、MMU NS16082、FPU NS16081)を発売した。1984年には32ビットマイクロプロセッサのNS32032を発表した。この開発に4500万ドル以上を投じている。
1987年、1億2200万ドルの価額でフェアチャイルドセミコンダクターを買収。また、1989年にはメインフレーム部門を日立製作所の子会社に売却した。
技術革新を生み出さないNSの製品は、容易にコピーし量産可能だということになる。アメリカ合衆国では最もコストの低い製造業者となっていたが、アジアの業者に比べれば最もコストが低いとはいえない。NSのこの弱点により、1980年代の日本の半導体企業の台頭やその後の台湾や韓国の台頭で、世界的な競争に負けることになった。

### アメリオの時代（1991-96年）
1991年5月27日、スポークの後任としてギル・アメリオがCEO兼社長に就任した。アメリオはロックウェル・インターナショナルの半導体部門のトップを勤めた人物で、ジョージア工科大学で物理学の博士号を取得している。また、かつてフェアチャイルドに勤めていたことがある。
アメリオが引き継いだのは、過剰設備とシェア縮小に悩む会社だった。そして、最近5年間で10億ドルを研究開発に費やしたにもかかわらず、新製品の多くが期待はずれの結果に終わっていることに気づいた。1991年1月11日付けのニューヨーク・タイムズ紙のビジネス面には、アメリオが引き継ぐことになるスポークによる過剰な設備投資を非難する記事が掲載されている。
アメリオは、NSが得意としない製品とそれらに関連する資産を切り離し、アナログ半導体という中核事業に集中する戦略を採用した。それによって販売コストの低減、生産設備の利用効率の向上、廃棄製品とサイクルタイムの縮小を実現している。冗長な設備は売却された。
リストラクチャリングの進展により、NSは毎年利益が伸びるようになった。1994年には22億9000万ドルという最高売り上げを記録した。またこのころは、アメリカの半導体企業が市場のリーダーシップを取り戻した時代でもあった。アメリオは生産性を評価するためのベンチマーキングを行い、販売戦略を見直し、現代的管理手法と職場環境を導入して経営を刷新した。
アメリオは製品群を2部門に振り分けた。Standard Products グループは利益率の低い、ロジックICやメモリチップを扱う。これらは周期的に需要が変動しやすい。Communications & Computing グループは利益率の高い、高付加価値のアナログチップや混合信号チップを扱う。つまり、この分割は利益率の低い製品を扱う部門を将来的に分離して捨てることを想定したもので、後にフェアチャイルドの分離売却で結実することとなる。
スプラーグが会長を退任したため、1995年、アメリオが会長に選出された。
1996年、Appleから招かれ、アメリオはアップルの取締役に就任。その後アップル社内のごたごたの結果、1996年2月にはアメリオがアップルCEOに就任することになった。1996年2月2日、アメリオはNSの会長、社長、CEOの職を辞任することとなった。

### ハラの時代（1996-2011年）
1996年5月3日、NSは新たな会長兼社長兼CEOとしてブライアン・L・ハラが就任することを発表した。ハラはLSIロジックの製品担当副社長を務めていた人物で、それ以前は14年間インテルに在籍していた。ハラはアナログ技術を中核とするアメリオ路線を踏襲し、さらに推進していった。
しかし同時に製品が不十分な領域があるとして、パーソナルコンピュータとグラフィックス分野へと進出することを決めた。ハラは System-on-a-chip の一種である PC-on-a-chip を事業の目指す方向だとした。かつて在籍していたLSIロジックでも同様のコンセプトで成功を収めていた経緯がある。ただし、LSIロジックはインテルと競合することになるPC分野の技術と関わることは避けていた。ハラは、今後パーソナルコンピュータよりも情報家電が多く売れるようになるというトレンドを予測しており、2000年にはPCよりも情報家電の売り上げが大きくなるとした。
このビジョンを実現するため、NSは同社に不足しているテクノロジーを企業買収で補い始めた。シーラス・ロジックの PicoPower 事業（小型機器向けデバイス）、Mediamatics Inc.（マルチメディア接続性製品）、Future Integrated Systems Inc.（PCグラフィックス）、Gulbransen Inc.（デジタルオーディオ）、ComCore Semiconductor Inc.（LAN向けDSP）、そしてx86クローンを製造していたサイリックスといった企業を買収した。
1997年3月11日、NSは分離したフェアチャイルドをフェアチャイルドの経営陣に5億5000万ドルで買い取らせることを発表した。その際、フェアチャイルドをシティコープ系のベンチャーキャピタルが財政的に支援することになった。この新たなフェアチャイルドはアメリオ時代に Standard Products グループと呼ばれていた利益率の低い部門が母体である。偶然にも、サイリックスの買収価格も5億5000万ドルだった。
1997年11月17日、NSとサイリックスは合併を発表。これにより、サイリックスはNSの完全子会社となった。これに先駆けてハラは、system-on-a-chip 事業推進の一環としてローエンドCPU市場に注力し、サイリックスが開発を進めていたハイエンドの 6x86MX の設計には重点を置かないことを強調していた。しかしサイリックス側は、NSと合併しても開発計画やマーケティング計画に変更は無いと発表している。
独立心旺盛なサイリックスを買収したことで、NSはインテルの協力者から敵対者へと見られるようになった。インテルとの間のビジネスはなくなった。インテルとの関係が修復されるのはサイリックスを売却した後のことである。また、サイリックスはチップ製造をIBMのマイクロエレクトロニクス部門に委託していたが、NSは自社工場での製造に切り換える予定だった。しかし、IBMとの契約があり、NSはその点でも苦労することになった。
NSはプロセッサ事業で莫大な損失を抱えることになり、1999年サイリックスのPC向けマイクロプロセッサ部門を VIA Technologies に売却すると発表した。
2000年6月28日、TSMCからメイン州サウスポートランドのNSの工場にTSMCの持つ最新製造技術を移転する契約を結んだ。
2003年、サイリックスの残りの部門（組み込み用マイクロプロセッサ部門）を米アドバンスト・マイクロ・デバイセズ (AMD) に売却した。
2009年3月11日、中国蘇州市の工場とテキサス州アーリントンの工場を廃止する計画であることを発表した。

## テキサス・インスツルメンツによる買収
2011年4月4日、テキサス・インスツルメンツはナショナル セミコンダクターを現金65億ドルで買収することで合意に達したと発表した。一株当たり25ドルを支払うことになり、これは2011年4月4日のNS株の終値 14.07 ドルに80%の割り増しを付与した価格である。これにより、テキサス・インスツルメンツはアナログ半導体部品では世界最大となった。2011年9月19日、株主の最後の1人が合意し、2011年9月23日に正式に合併となった。

## 製品
- アナログ回路
  - オペアンプ
  - バッファ
  - コンパレータ
  - 集積回路
  - ディスプレイ回路
  - 三端子レギュレータ
  - 基準電圧回路
- 音響回路
- マイクロコントローラ
- ネットワーク関連製品
- データコンバータ
- インタフェース回路
- 温度センサ